# Waylon (cantante)
Waylon, pseudonimo di Willem Bijkerk (Apeldoorn, 20 aprile 1980), è un cantante olandese.
Ha rappresentato i Paesi Bassi, come parte dei The Common Linnets, all'Eurovision Song Contest 2014, con il brano Calm After the Storm, classificandosi secondo, e come solista, all'Eurovision Song Contest 2018 con il brano Outlaw in 'Em, classificandosi diciottesimo con 121 punti.

## Carriera
Bijkerk ha iniziato la sua carriera nel 1995 cantando nel programma televisivo Telekids, dove ha cantato il ritornello della canzone Harry Stallion.
Sin dall'infanzia, è stato ispirato dalla musica country e ha suonato la batteria nella band West Virginian Railroad. Nel 1997, ha firmato un contratto con l'EMI Records ed è andato a Nashville per registrare il suo primo album. L'album non è mai stato completato. Nel 2001, ha vissuto e lavorato per un anno negli Stati Uniti dove si è anche esibito con il suo idolo, Waylon Jennings. Dopo che Jennings è deceduto nel 2002, Bijkerk è tornato nei Paesi Bassi.
Il talento di Bijkerk è stato ulteriormente sviluppato con Lisa Boray. Dopo essere tornato dagli Stati Uniti, si è unito alla cover band dei Santa Rosa. Ha anche cantato nella band dei Millstreet.
Nel 2005, Bijkerk e Rachel Kramer hanno partecipato, come duo chiamato Rachel & Waylon, ai preliminari del National Song Contest, il programma di selezione olandese per l'Eurovision Song Contest 2005, con la canzone Leven als een beest.

### Il successo nazionale
Nel 2008, ha partecipato alla prima stagione di Holland's Got Talent. All'audizione si è esibito con It's a Man's Man's World di James Brown. Riesce a passare alle fasi successive con il sì dei giurati Henkjan Smits e Patricia Paay. Riesce a raggiungere la finale dove si posiziona al secondo posto.
L'anno successivo Waylon firma un contratto con l'Universal Music, diventando il primo cantate olandese ad essere scritturato sotto l'etichetta Motown. Il suo primo singolo Wicked Way, compreso nell'album omonimo, ha raggiunto la top 10 nelle classifiche olandesi.
Nell'aprile 2010, vince il suo primo premio musicale, il 3FM Award pei il "Best Nowcomer". Un mese dopo ha ricevuto un disco d'oro per il suo album di debutto durante il programma De Wereld Draait Door. Mentre a giugno, gli è stato conferito sia il Borsato Award e il TFM Award.
Nell'ottobre 2011 pubblica il singolo The Escapist, che anticipa l'album After All. Successivamente pubblica anche i singoli Lose It e Lucky Night. Nell'aprile 2012, Waylon vince il 3FM Award come "Best Singer".

### L'Eurovision Song Contest 2014
Insieme a Ilse DeLange, Waylon è stato selezionato come rappresentante dei Paesi Bassi all'Eurovision Song Contest 2014 a Copenaghen, con il brano Calm After the Storm. Nella capitale danese si sono presentati come il duo The Common Linnets, piazzandosi al secondo posto nella serata finale, dietro alla drag queen austriaca Conchita Wurst.
Waylon ha continuato ad esibirsi con la DeLange fino a giugno 2014, quando decise di lasciare il duo.

### Heaven After Midnight e Seeds
Nel settembre 2014, Waylon pubblica il suo terzo album Heaven After Midnight, che raggiunge subito i primi posti delle classifiche olandesi di iTunes e nella Dutch Album Top 100. Per la creazione dell'album, ha lavorato a Nashville e Hollywood con, tra gli altri, Bruce Gaitsch, che ha precedentemente scritto canzoni per i Chicago e per Madonna. Mentre nel 2016 ha pubblicato l'album Seeds.

### L'Eurovision Song Contest 2018
Il 9 novembre 2017, è stato confermato che l'ente radiotelevisivo olandese AVROTROS l'ha selezionato per rappresentare, ancora una volta, i Paesi Bassi all'Eurovision Song Contest 2018 a Lisbona. Il brano con cui ha rappresentato i Paesi Bassi al concorso canoro, Outlaw in 'Em, è stato selezionato tra cinque possibili proposte ed è stato annunciato il 2 marzo 2018.
L'artista si è esibito nella seconda semifinale della manifestazione, ottenendo la qualificazione alla finale, classificandosi settimo con 174 punti. Durante la serata finale, tenutasi il 12 maggio 2018, Waylon si è classificato al diciottesimo posto con 121 punti.

## Discografia

### Album in studio
- 2009 - Wicked Ways
- 2011 - After All
- 2014 - Heaven After Midnight
- 2016 - Seeds
- 2018 - The World Can Wait
- 2019 - Human
- 2022 - Gewoon Willem

### Singoli
- 2005 - Leven als een beest (come Rachel & Waylon)
- 2009 - Wicked Way
- 2010 - Hey
- 2010 - Happy Song
- 2010 - Nothing to Lose
- 2011 - The Escapist
- 2012 - Lose It
- 2012 - Lucky Night
- 2014 - Grasping Song
- 2014 - Calm After the Storm (come The Common Linnets)
- 2014 - Giving Up Easy
- 2014 - Love Drunk
- 2016 - Mis je zo graag
- 2016 - Our Song
- 2016 - Jailbird
- 2018 - Outlaw in 'Em
- 2018 - Back Together
- 2018 - The World Can Wait
- 2018 - That’s How She Goes
- 2018 - Thanks But No Thanks

### Con i Common Linnets
- 2014 - The Common Linnets